# Nama Khoi
Nama Khoi es un municipio local sudafricano situado en el distrito de Namakwa, en la provincia de Cabo Septentrional.

## Superficie
Nama Khoi tiene una superficie de 17 990 km².

## Demografía
En 2022, tenía 67 089 habitantes, una densidad poblacional de 3,72 hab./km², y 14 579 viviendas.